# Micah Taul
Micah Taul est un parlementaire américain, né le 14 mai 1785 à Bladensburg (Maryland) et mort le 27 mai 1850 à Mardisville (Alabama). Il représente le Kentucky au Congrès des États-Unis de 1815 à 1817.

## Biographie
Micah Taul naît à Bladensburg dans l'État du Maryland. Il emménage au Kentucky avec ses parents en 1787. Il étudie le droit et est admis au barreau (en) en 1801. Il commence sa carrière d'avocat à Monticello au Kentucky. Il est clerc des Cours du comté de Wayne (Wayne County Courts) en 1801. Il est colonel des Wayne County Volonteers durant la guerre anglo-américaine de 1812.
En 1814, il est élu à la représentant du 9e district congressionnel du Kentucky au 14e Congrès des États-Unis (en) pour le Parti démocrate-républicain. Il refuse une nouvelle proposition de candidature aux élections de 1816. En 1826, il s'installe à Winchester (Tennessee) et poursuit sa carrière juridique. En 1846, il emménage à Mardisville en Alabama et devient agriculteur. Il meurt le 27 mai 1850 et est inhumé sur sa propriété.

## Sources
- (en) Cet article est partiellement ou en totalité issu de l’article de Wikipédia en anglais intitulé « Micah Taul » (voir la liste des auteurs).

(en) « Micah Taul », sur Biographical Directory of the United States Congress